# Strach (utwór)
Strach – utwór zespołu IRA pochodząca z piątej płyty Znamię. Kompozycja została zamieszczona na piątym miejscu na krążku, trwa 3 minuty i 29 sekund. Jest jednym z krótszych utworów znajdujących się na płycie.
Tekst utworu opowiada o strachu, który zawsze nam towarzyszy, uświadamia, że przed strachem nie można się schować, nie pomoże w tym także ukrywanie się przed nim. Należy przestać się go bać i poczuć wreszcie że się żyję. Autorem tekstu utworu jest wokalista grupy Artur Gadowski.
Utwór charakteryzuje się ostrym hardrockowo-thrashmetalowym brzmieniem. Wyraźnie słychać w tym utworze ostre melodyjne gitarowe riffy, połączone z melodyjną gitarową solówką w wykonaniu kompozytora utworu, gitarzysty Piotra Łukaszewskiego.
Utwór Strach bardzo rzadko pojawiał się na koncertach promujących płytę Znamię. W tym utworze podobnie jak i w innych pochodzących z tego albumu wyraźnie słychać fascynację zespołami typu Metallica.
Utwór nie został nigdy nagrany w wersji koncertowej, od momentu reaktywacji grupy nie jest w ogóle grany podczas koncertów zespołu.

## Twórcy
IRA
- Artur Gadowski – śpiew, chór
- Wojtek Owczarek – perkusja
- Piotr Sujka – gitara basowa, chór
- Kuba Płucisz – gitara rytmiczna
- Piotr Łukaszewski – gitara prowadząca

Produkcja
- Nagrywany oraz miksowany: lipiec–sierpień w Studio S-4 w Warszawie
- Producent muzyczny: Leszek Kamiński
- Realizator nagrań: Leszek Kamiński
- Kierownik Produkcji: Elżbieta Pobiedzińska
- Aranżacja: Piotr Łukaszewski
- Tekst piosenki: Artur Gadowski
- Skład komputerowy okładki: Sławomir Szewczyk
- Płaskorzeźbę na okładkę wykonał: Rafał Gadowski
- Zdjęcia wykonali: Dariusz Majewski i Andrzej Stachura
- Sponsor zespołu: Mustang Poland